# Herning
Herning è un centro abitato della Danimarca situato nella regione dello Jutland Centrale. È capoluogo del comune omonimo.

## Storia
Herning nasce agli inizi del 1800, in un periodo di crescita demografica e di conseguente maggior richiesta di prodotti agricoli; Herning fu creato come centro commerciale locale. In seguito, la città divenne famosa per le sue industrie tessili, che una volta costituivano la principale attività della cittadina, ora dotata di attrezzature industriali diversificate. La città è stata eletta "città danese dell'anno" due volte, nel 1965 e nel 2003, dal quotidiano danese Jyllands-Posten.

## Sport

### Hockey su ghiaccio
Nel novembre 2011 Herning è stata sede della semifinale di Continental Cup di hockey su ghiaccio (Gruppo D), cui partecipò anche la squadra vincitrice dello scudetto 2010-11 del campionato italiano, l'Hockey Club Asiago. La squadra locale è l'Herning Blue Fox.

### Ciclismo
Dal 1992 ad Herning si svolge ogni anno verso maggio il Grand Prix Herning. Bjarne Riis ha vinto questa corsa tre volte consecutivamente. I corridori del Team Saxo Bank (ex Team CSC, ed ex Team Home-Jack & Jones ed ex Memory Card-Jack & Jones) hanno vinto questa corsa sette volte.
Nel 2012 il Giro d'Italia è partito proprio da Herning, dove si sono svolte le prime due tappe del Giro. È stata la prima volta che il Giro ha fatto visita in un paese nordico.
Nel 2017 la città di Herning ha ospitato i Campionati europei di ciclismo su strada.

### Calcio
La squadra principale della città è il Midtjylland, che ha vinto il campionato di calcio danese nel 2014-15, nel 2017-18 e nel 2019-2020.